# Jan Twardowski (działacz kulturalny)
Jan Twardowski (ur. 1951, zm. 27 lutego 2018) – polski działacz kulturalny, dyrektor Zespołu Pieśni i Tańca „Lublin” im. Wandy Kaniorowej.

## Życiorys
Był między innymi dyrektorem Wydziału Kultury Urzędu Miasta Lubin, kierownikiem Wojewódzkiego Ośrodka Kultury w Zamościu oraz dyrektorem administracyjnym Orkiestry Symfonicznej im. Karola Namysłowskiego w Zamościu. W latach 2005–2018 kierował Zespołem Pieśni i Tańca „Lublin” im. Wandy Kaniorowej, zaś sam zespół w tym czasie zdobył liczne nagrody i wyróżnienia w tym Srebrnym Medalem Zasłużony Kulturze Gloria Artis w 2008. Zespołem kierował do 23 lutego 2018, kiedy ze względu na stan zdrowia na własną prośbę został odwołany z funkcji kierownika i zastąpiony przez Adama Maruszaka.
Zmarł 27 lutego 2018 i został pochowany na Cmentarzu przy ul. Lipowej w Lublinie.